# 基任吉
基任吉是巴西巴伊亚州的一个市镇。总面积1271.069平方公里，总人口27203人，人口密度21.4人/平方公里。